# 로만 로스티슬라비치

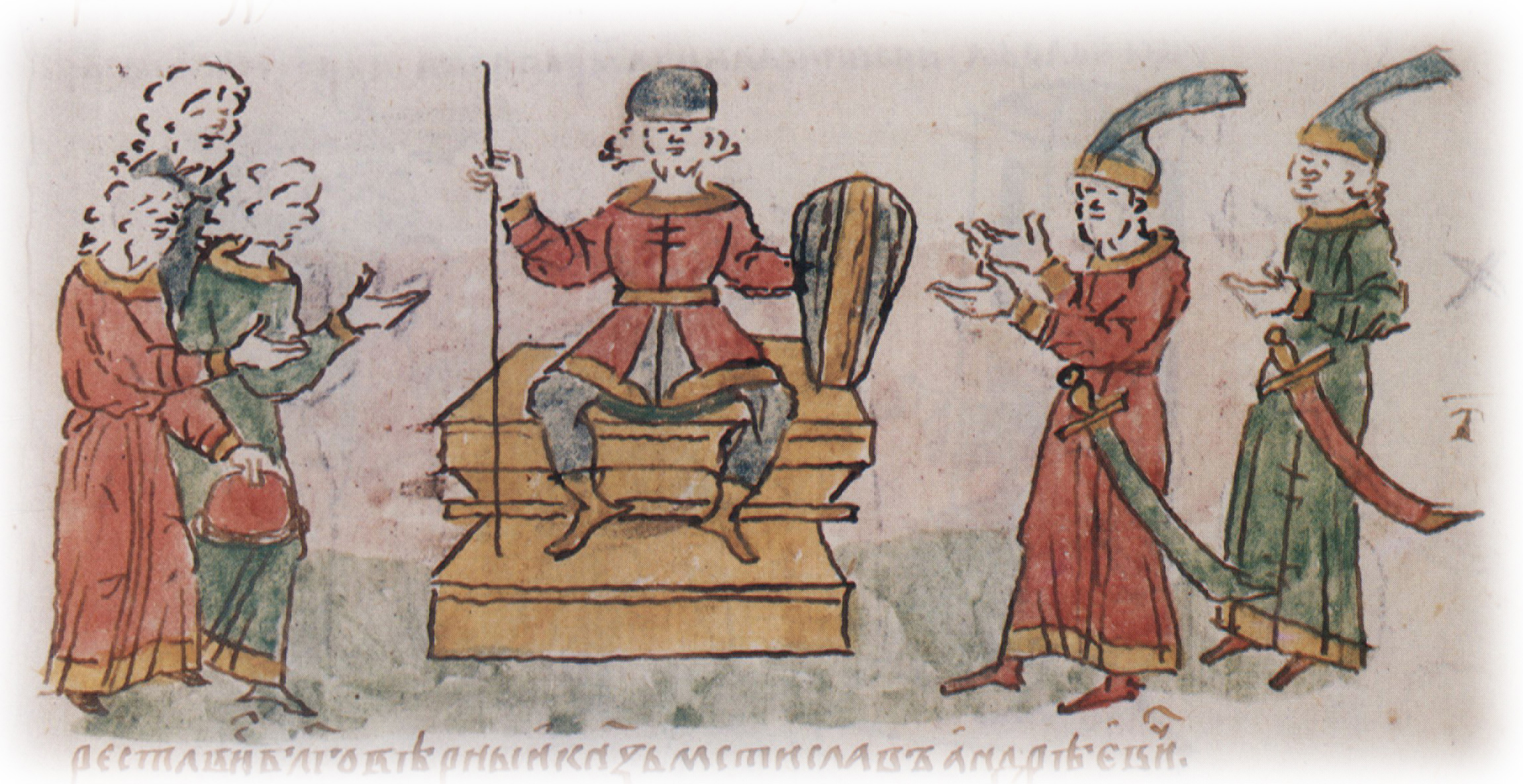

로만 로스티슬라비치(러시아어: Роман Ростиславич, ? ~ 1180년)는 키예프 대공국의 대공(재위: 1171년 ~ 1173년, 1175년 ~ 1177년)이다. 류리크 왕조 출신이다.

## 생애
로스티슬라프 1세 대공의 아들이다. 1171년부터 1173년까지, 1175년부터 1177년까지 키예프 대공을 역임했으며 스몰렌스크 공국의 공작(1160년 ~ 1172년, 1177년 ~ 1180년), 노브고로드 공화국의 공작(1178년 ~ 1179년)을 역임했다.
| 전임 미할코 유리예비치 | 키예프 대공 1171년 ~ 1173년 | 후임 프세볼로트 3세 |

| 전임 야로슬라프 2세 이자슬라비치 | 키예프 대공 1175년 ~ 1177년 | 후임 스뱌토슬라프 3세 |